# Modèstia
La modèstia és l'actitud tendent a moderar i temperar les accions externes; implica contenir-se en certs límits, d'acord amb les conveniències socials o personals. També és la qualitat d'humil, de falta de vanitat o de supèrbia.
Les pràctiques específiques de la modèstia varien entre cultures, èpoques i grups de persones. L'estàndard de modèstia posseeix diferents característiques, sent una mesura tendent a canalitzar a l'individu en la societat, ja que sol ser jutjat per aquesta quan s'extralimita en el seu comportament.
Els principis generals de la modèstia promouen evitar l'excessiva atenció cap a un mateix, limitant les accions i actituds per inculcar comportaments menys egoistes. De vegades, la modèstia sol confondre's amb la timidesa o la simplicitat.
Aquesta virtut generalment s'entén com una assenyalada cautela i fins a cert punt inhibició per les expressions de si mateix; un individu modest és el que no fa gala dels seus béns o facultats. És la consideració de no malmetre al proïsme amb un desvergonyiment que pugui causar-li dany.